# Perutýn
Perutýn (Pterois) je rod ryb z čeledi ropušnicovitých.

## Popis
Mají prodloužené paprsky hřbetní a prsní ploutve. Je známo asi 10 druhů. Disponuje jedem, který je srovnatelný s jedem kober. Tento jed způsobuje vážná zranění až smrt.

## Areál rozšíření
Žijí v teplých mořích, Indickém a Tichém oceáně. Několik druhů se pro nádherné zbarvení chová v akváriích, například perutýn ohnivý, Pterois volitans, dorůstající délky až 35 cm.